# 松井久子
松井 久子（まつい ひさこ、1946年5月21日 - ）は、日本の映画監督、映画プロデューサー。

## 人物
岐阜県生まれ。東京・深川育ち。東京都立小松川高等学校を経て、早稲田大学文学部演劇科を卒業。雑誌のフリーライターを経て、1985年、39歳でTV番組制作会社エッセン・コミュニケーションズを設立。TV番組の制作などを経て、1993年から映画のプロデュースにも進出。1993年の「She's Rain」を皮切りに、1996年には、「薔薇ホテル」、「菜の花配達便」を手がける。
1998年、吉目木晴彦の芥川賞受賞作（1993年）『寂寥郊野』を原作に、新藤兼人が脚本を担当した、戦争花嫁として国際結婚をしてアメリカ合衆国ルイジアナ州バトンルージュに在住、アルツハイマー症を発症した日本人女性を描いた「ユキエ」で監督デビューし、同年の新藤兼人賞を受賞した。主演は、倍賞美津子である。中年女性のそれを女性監督の目で撮ったということで、さらに注目を集めた。
第二作「折り梅」（2001年）も、アルツハイマー症の女性高齢者とそれを介護する嫁の実話、小菅もと子の手記『忘れても、しあわせ』を基に製作。主演は原田美枝子、吉行和子。福祉や高齢者、介護、家族といった現代的な問題に関心をもつ監督という評価を受けている。
第一作、第二作とも、ロードショー終了後、口コミで評判が広がり、全国各地の自治体・社会福祉協議会・学校・医療団体などにより、現在に至るまで自主上映会が行われている。自主上映会では多くの会場に松井本人が来場し、映画上映と併せ、撮影時の体験や、介護問題・女性の生き方など映画のテーマに関する講演を行い、観客と直接交流することで動員を伸ばした。2004年に出版された自身の著書「ターニング・ポイント～『折り梅』100万人をつむいだ出会い」（講談社）は、当時のエピソードを中心に綴られている。
第三作は、彫刻家イサム・ノグチの母レオニー・ギルモアを描いた日米合作映画の「レオニー」。主演はエミリー・モーティマー、中村獅童。2009年4月にアメリカでクランクイン、6月より撮影の場を日本に移し、札幌市のモエレ沼公園、香川県などでロケを行い、同7月、日本でクランクアップ。2010年11月公開。この映画では、前2作「折り梅」「ユキエ」の自主上映会を開催した全国のファンや、首都圏在住の女性らによる「松井久子監督の第三作を応援する会 マイレオニー」が結成され「サポーター」を募集、製作支援資金のカンパを募った。「観客の立場から映画製作を応援する」を活動コンセプトとし、ブログ等で映画製作状況を報告するとともに、日本での撮影時にはサポーターの多くがボランティアでエキストラなどに参加した。
第四作は、「不思議なクニの憲法」（2016年）
2022年に76歳で89歳の子安宣邦と再婚。

## 作品

### 映画
- シーズ・レイン（1993年） - プロデューサー
- 菜の花配達便（1996年） - プロデューサー
- 薔薇ホテル（1996年） - プロデューサー
- ユキエ（1998年） - 監督・プロデューサー・編集・字幕
- 折り梅（2001年） - 監督・脚本・製作
- レオニー（2010年） - 監督・脚本・製作
- 何を怖れる フェミニズムを生きた女たち（2014年） - 監督
- 不思議なクニの憲法（2016年） - 監督

### 著書
- 『ターニングポイント 『折り梅』100万人をつむいだ出会い』講談社 2004
- 『松井久子の生きる力 映画監督』六耀社 ソリスト(独創するヒト)の思考術 2011
- 『疼くひと』中央公論新社 2021

#### 共著編
- 『教える力 私はなぜ中国チームのコーチになったのか』井村雅代（聞き手）新潮社 2013　『シンクロの鬼と呼ばれて』文庫
- 『何を怖れる フェミニズムを生きた女たち』編 岩波書店 2014